# Cheese (Album)
Cheese ist das erste Studioalbum des belgischen Rappers und Musikproduzenten Stromae. Es erschien am 14. Juni 2010.

## Entstehung
Bereits 2008 unterschrieb Stromae einen Plattenvertrag bei Because Music und Kilomaître. Zunächst als Volontär beim Radio NRJ arbeitend, begann er 2009 eine Reihe von Videos ins Netz zu stellen. Insbesondere seine erste Single Alors on danse traf den Zeitgeist und wurde zu einem internationalen Hit. Dadurch konnte Stromae einen neuen Plattenvertrag bei B1 Recordings, einem Sublabel von Universal Music unterschreiben. Am 14. Juni 2010 wurde sein Debütalbum Cheese veröffentlicht. Das Album enthält eine Auswahl früherer Werke, aber auch Songs, die für das Album geschrieben wurden. Das Albumcover zeigt Stromae in der von den Making-of-Videos bekannten Garderobe: Pullunder und Fliege.

## Musikstil
Auf seinem ersten Album mischt Stromae elektronische Musik, insbesondere Techno und House mit Rap. Die Musik lehnt sich dabei an Faithless an. Die Texte sind französisch und in einem poetischen Stil gehalten. Alors on danse, ein sparsam instrumentierter House-Track im Stile der 1980er, ist das eingängigste Lied des Albums. Auf dem Rest des Albums mischt Stromae unterschiedliche Einflüsse wie Jazz und Rockmusik mit elektronischer Musik. Die Musik ist stark Synthesizer-basiert. Die Texte, durchgängig im Rap-Stil vorgetragen, ohne tatsächlich Rap zu sein, wirken durch das Französische sehr artifiziell und konterkarieren dadurch die Kühle der Produktion. Die eigentlich ruhigen Songs und ihre Poetik wird ebenfalls ironisch gebrochen. So wird zum Beispiel im Lied Summertime, ein typischer Sommerhit, ein Verweis auf Hautkrebs eingebaut. Das vornehmlich als Schlaflied komponierte Dodo dagegen zerstört die Harmonie dadurch, dass das Kind nicht wohlbehütet einschlafen soll, sondern durch den Schlaf den Gewalttätigkeiten des Vaters und der Untreue der Mutter entkommen soll.

## Titelliste
| #   | Titel              | Länge |
| --- | ------------------ | ----- |
| 1.  | Bienvenue chez moi | 2:55  |
| 2.  | Te quiero          | 3:23  |
| 3.  | Peace or Violence  | 3:08  |
| 4.  | Rail de musique    | 4:08  |
| 5.  | Alors on danse     | 3:26  |
| 6.  | Summertime         | 3:04  |
| 7.  | Dodo               | 3:58  |
| 8.  | Silence            | 4:40  |
| 9.  | Je cours           | 3:15  |
| 10. | House'llelujah     | 3:59  |
| 11. | Cheese             | 3:02  |

Die Enhanced-Version des Albums enthält den 90s-Remix von Alors on danse.

## Singleauskopplungen
| Jahr | Titel             | Höchstplatzierung, Gesamtwochen, AuszeichnungChartplatzierungen (Jahr, Titel, , Platzierungen, Wochen, Auszeichnungen, Anmerkungen) | Höchstplatzierung, Gesamtwochen, AuszeichnungChartplatzierungen (Jahr, Titel, , Platzierungen, Wochen, Auszeichnungen, Anmerkungen) | Höchstplatzierung, Gesamtwochen, AuszeichnungChartplatzierungen (Jahr, Titel, , Platzierungen, Wochen, Auszeichnungen, Anmerkungen) | Höchstplatzierung, Gesamtwochen, AuszeichnungChartplatzierungen (Jahr, Titel, , Platzierungen, Wochen, Auszeichnungen, Anmerkungen) | Höchstplatzierung, Gesamtwochen, AuszeichnungChartplatzierungen (Jahr, Titel, , Platzierungen, Wochen, Auszeichnungen, Anmerkungen) | Höchstplatzierung, Gesamtwochen, AuszeichnungChartplatzierungen (Jahr, Titel, , Platzierungen, Wochen, Auszeichnungen, Anmerkungen) | Höchstplatzierung, Gesamtwochen, AuszeichnungChartplatzierungen (Jahr, Titel, , Platzierungen, Wochen, Auszeichnungen, Anmerkungen) | Anmerkungen                                                    |
| Jahr | Titel             | DE | AT | CH | UK | FR | BEF | BEW | Anmerkungen                                                    |
| --- | ----------------- | --- | --- | --- | --- | --- | --- | --- | -------------------------------------------------------------- |
| 2009 | Alors on danse    | DE1 ×7Siebenfachgold · (59 Wo.)DE                                                                                                   | AT1 (39 Wo.)AT | CH1 ×2Doppelplatin · (76 Wo.)CH | UK25 (12 Wo.)UK | FR1 (160 Wo.)FR | BEF1 (42 Wo.)BEF | BEW1 (87 Wo.)BEW | Erstveröffentlichung: 26. September 2009 Verkäufe: + 3.610.000 |
| 2010 | Te quiero         | — | — | CH62 (3 Wo.)CH | — | FR153 (9 Wo.)FR | BEF17 Gold · (10 Wo.)BEF | BEW4 (17 Wo.)BEW | Erstveröffentlichung: 10. Mai 2010 Verkäufe: + 10.000          |
| 2010 | Rail de musique   | — | — | — | — | — | — | — | Erstveröffentlichung: 25. Mai 2010                             |
| 2010 | Peace or Violence | — | AT74 (1 Wo.)AT | — | — | — | — | BEW12 (16 Wo.)BEW | Erstveröffentlichung: 31. Mai 2010                             |
| 2010 | House’llelujah    | — | — | — | — | — | — | BEW22 (10 Wo.)BEW | Erstveröffentlichung: 20. September 2010                       |
| 2010 | Je cours          | — | — | — | — | — | BEF15 (11 Wo.)BEF | BEW16 (17 Wo.)BEW | Erstveröffentlichung: 13. Dezember 2010                        |
| Folgende Lieder erschienen nicht als Single, wurden aber durch das Album zum Download und Streaming bereitgestellt und konnten somit eine Platzierung erlangen: |                   | | | | | | | |                                                                |
| |                   | | | | | | | |                                                                |
| 2010 | Silence Cheese    | — | — | — | — | — | — | BEW26 (1 Wo.)BEW | Charteinstieg: 26. Juni 2010                                   |

## Rezensionen
Katja Scherle von laut.de bezeichnet das Album Cheese als „solide, aber ein wenig monoton“ produziert und lobt dessen „textliche Qualität“. Alexey Eremenko sieht das Album als überdurchschnittliches House-Album, kritisiert aber, dass Cheese nur den einen Hit in elf verschiedenen Version enthalten würde. Letztlich könnte Stromaes Debüt damit nicht den hohen Erwartungen nach Alors on danse gerecht werden.

## Kommerzieller Erfolg

### Chartplatzierungen
| ChartsChartplatzierungen | Höchstplatzierung | Wochen |
| ------------------------ | ----------------- | ------ |
| Deutschland (GfK)        | 29 (8 Wo.)        | 8      |
| Flandern (Ultratop)      | 7 (45 Wo.)        | 45     |
| Frankreich (SNEP)        | 6 (213 Wo.)       | 213    |
| Österreich (Ö3)          | 33 (8 Wo.)        | 8      |
| Schweiz (IFPI)           | 18 (28 Wo.)       | 28     |
| Wallonie (Ultratop)      | 1 (100 Wo.)       | 100    |

| ChartsJahrescharts (2010) | Platzierung |
| ------------------------- | ----------- |
| Flandern (Ultratop)       | 86          |
| Frankreich (SNEP)         | 91          |
| Wallonie (Ultratop)       | 16          |

| ChartsJahrescharts (2011) | Platzierung |
| ------------------------- | ----------- |
| Frankreich (SNEP)         | 116         |

### Auszeichnungen für Musikverkäufe
| Land/Region       | Auszeichnungen für Musikverkäufe (Land/Region, Auszeichnung, Verkäufe) | Verkäufe |
| ----------------- | ---------------------------------------------------------------------- | -------- |
| Belgien (BRMA)    | 3× Platin                                                              | 60.000   |
| Dänemark (IFPI)   | Gold                                                                   | 10.000   |
| Frankreich (SNEP) | 3× Platin                                                              | 300.000  |
| Kanada (MC)       | Gold                                                                   | 40.000   |
| Polen (ZPAV)      | Gold                                                                   | 10.000   |
| Insgesamt         | 3× Gold · 6× Platin ·                                                  | 420.000  |